# Neutralità
La neutralità è la condizione o l'atteggiamento del non prendere posizione in favore di alcuna delle parti coinvolte in una situazione di controversia o contrapposizione.
Questo atteggiamento può riferirsi a qualunque soggetto, sia esso un individuo o un ente: dalle situazioni più informali (ad esempio, l'ambito familiare) a quelle ben più formali (come l'ambito politico: ad esempio, se uno Stato, in circostanze di conflitto esterno, mette in atto una politica estera di neutralità, si parla di Stato neutrale).

## Diritto internazionale
Uno Stato non coinvolto in una controversia internazionale abbandona la neutralità - oltre all'obbligo di partecipare al sistema collettivo accentrato di mantenimento della pace e della sicurezza internazionale, sancito dallo Statuto delle Nazioni Unite - quando disattende il suo obbligo di rimanere imparziale e di non partecipare al conflitto tra i due litiganti, sancito dal diritto internazionale generale. Ad esempio, uno Stato violerebbe la neutralità fornendo navi da guerra, armi, munizioni, provviste militari o altro materiale bellico, direttamente o indirettamente, a un belligerante, ingaggiando le proprie forze militari o fornendo consiglieri militari a una parte armata in conflitto. Sono esempi di violazioni di neutralità anche lo stabilire sul proprio territorio canali di comunicazione per una parte in conflitto o il mettere a disposizione di un belligerante installazioni di telecomunicazioni (come un sistema di comunicazione militare) quando tali installazioni non sarebbero a loro disposizione in condizioni normali. Anche un massiccio sostegno finanziario a una parte in conflitto, attraverso doni o prestiti, costituisce una violazione della neutralità.
Tuttavia, la violazione dell'obbligo di imparzialità non pone necessariamente fine alla neutralità e non deve essere confusa con l'inizio di uno status di belligerante o di co-belligerante. Sebbene la violazione della legge di neutralità, da parte di uno Stato, possa suscitare contromisure e ritorsioni da parte dello Stato inciso dalla violazione, non è sufficiente per renderlo parte di un conflitto armato: l'aiuto ad una delle due parti in conflitto, secondo la diplomazia francese, non deve superare per quantità e qualità una “red line” che renderebbe lo Stato un co-belligerante.

## Neutralità armata
Nel campo delle relazioni internazionali, la neutralità armata è l'atteggiamento di uno stato o un gruppo di stati che non favoreggia nessuna delle due parti in conflitto, ma dichiara che si difenderà da ogni incursione o attacco da parte di qualsivoglia contendente.
La Svizzera è l'esempio di un Paese politicamente e militarmente neutrale da secoli, che tuttavia ha un esercito regolare, la leva obbligatoria, un gruppo addestrato di riservisti, oltre ad ospitare importanti esportatori di armamenti. La terra dei Cantoni aderisce al Trattato di non proliferazione nucleare (TNP), non produce e non possiede armamenti atomici nel proprio territorio, pur essendo considerato come "paese-soglia in campo atomico" per la tecnologia e la tecnica possedute in tale ambito fin dagli anni '60, anche per finalità militari.